# Stetsoniinae
Stetsoniinae es una subfamilia de foraminíferos bentónicos de la familia Pseudoparrellidae, de la superfamilia Discorbinelloidea, del suborden Rotaliina y del orden Rotaliida. Su rango cronoestratigráfico abarca el Holoceno.

## Clasificación
Stetsoniinae incluye al siguiente género:
- Stetsonia